# Famille de Lichtervelde
La famille de Lichtervelde est une famille de la noblesse du comté de Flandre qui est ainsi titrée depuis le XVIIe siècle.

## Origines

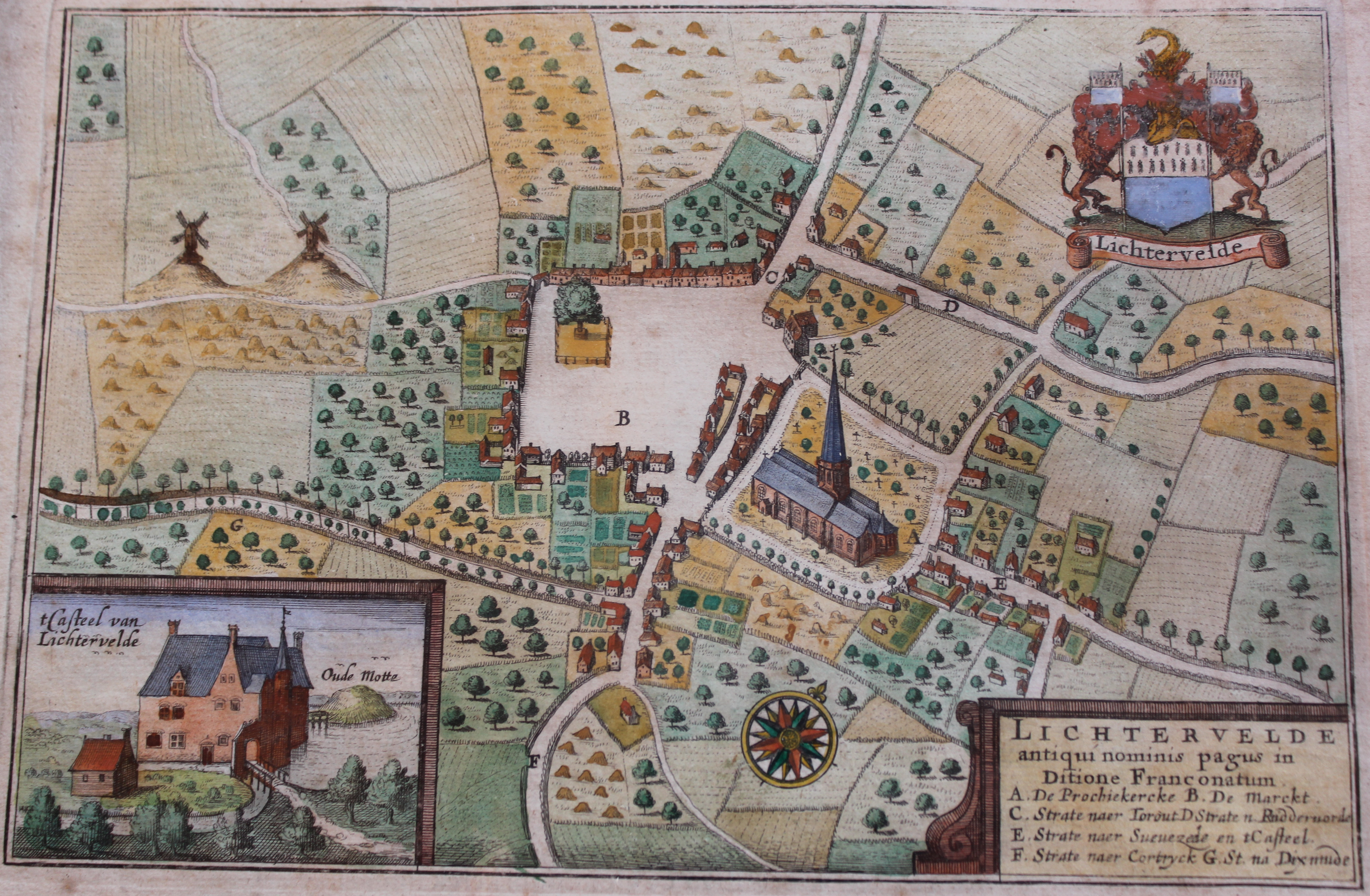
Le château de Lichtervelde, représenté sur un ancien plan du village de 1649.

Le château de Lichtervelde fut détruit une première fois en 1491 par les troupes du Comte de Nassau, puis à nouveau en 1584, avec l'église, durant les troubles religieux. Il ne fut jamais reconstruit, et les Seigneurs de Lichtervelde habitèrent Bruges ou Gand à partir de 1600. La description du château par Antoon Sanderus dans son œuvre Flandria Illustrata, publiée en 1641, fut donc probablement basé sur des observations antérieures.

## Armes
« D'azur au chef d'argent, chargé de 7 mouchetures d'hermines de sable, posées 4 et 3. »

## Diplômes anciens

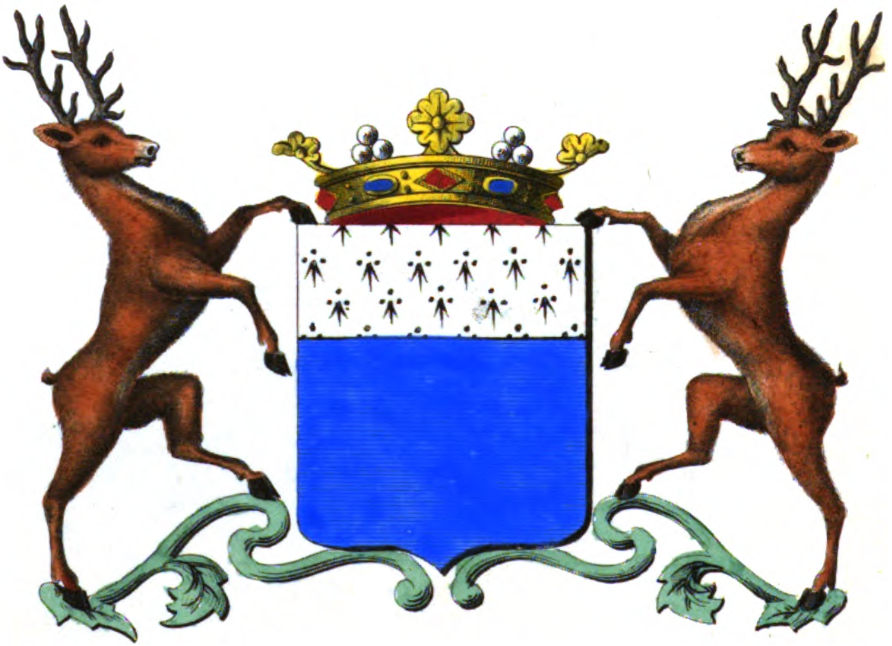
Armoiries

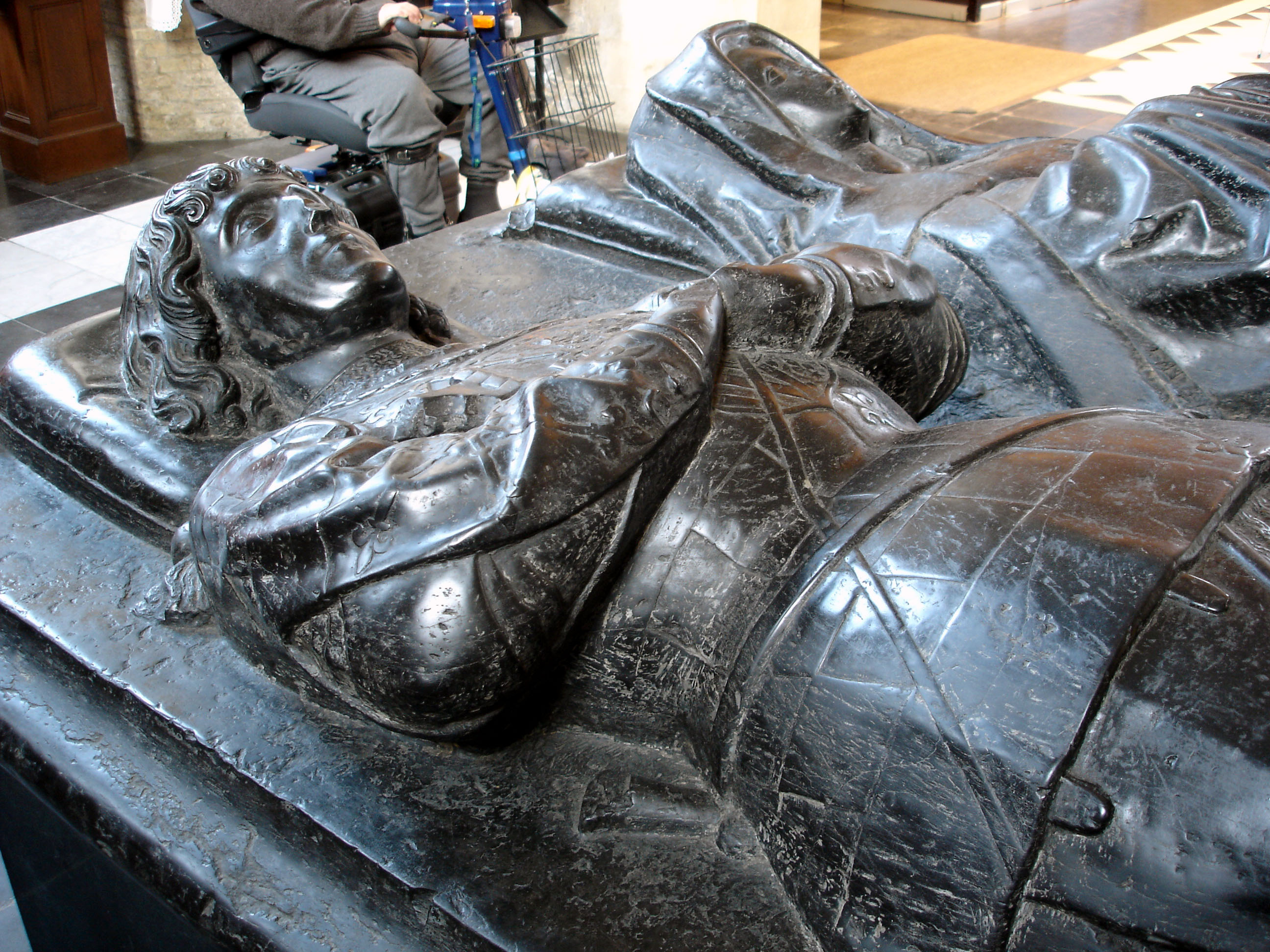
Tombe de Jeanne de Lichtervelde et Jan van Kleef dans l'église Saint Michel de Roulers (Roselaere)

Le 1er février 1600 : Octroi du titre de chevalier personnel; et le 22 mai 1745, concession par l'impératrice Marie-Thérèse du titre de comte transmissible par ordre de prim. masculine en faveur de Gilles de Lichtervelde.

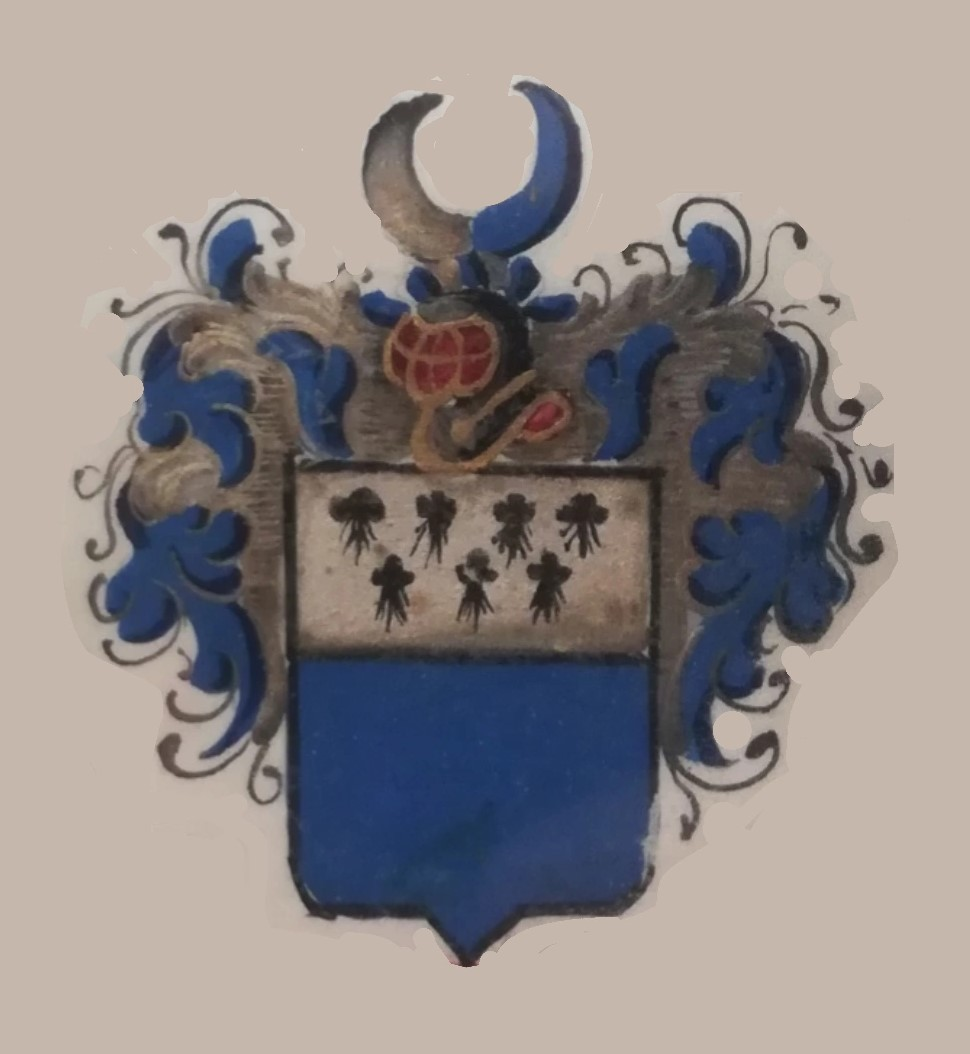
Armes de la famille

En 1751 et 1775, autorisation de la même souveraine de sommer les armes d'une couronne de Marquis sous le nom de comte de Lichtervelde en faveur de Charles puis d'Emmanuel de Lichtervelde.

## Représentants

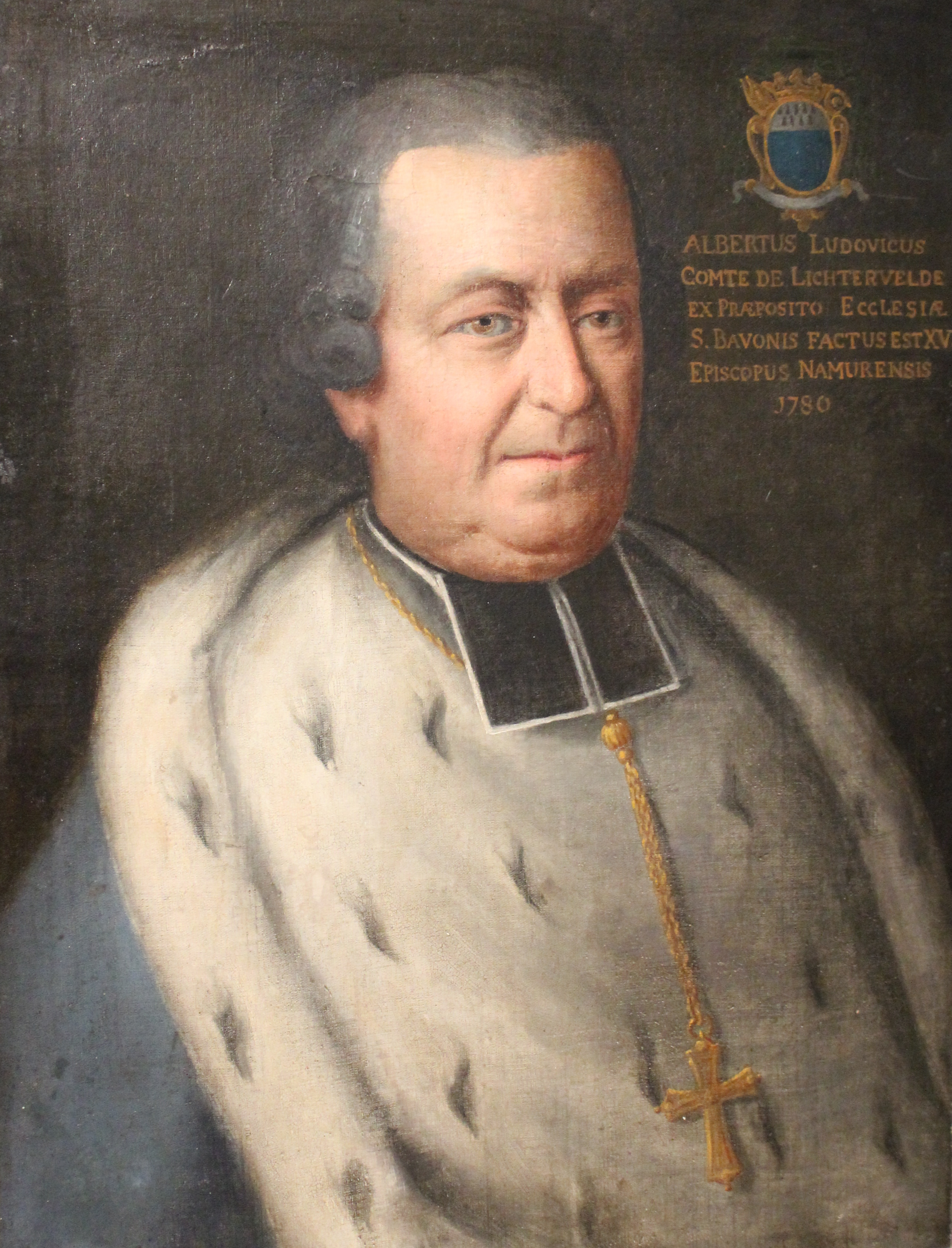
Portrait d'Albert Louis de Lichtervelde dans la Cathédrale Saint-Bavon de Gand

De nombreux représentants lointains de la famille et descendants portent les noms "Van Lichtervelde", "Van-Lichtervelde", ou encore "Vanlichtervelde". Il est à noter que divers changements de l'orthographe du nom ont eu lieu lors de l'enregistrement des premiers état civils français (il est à noter qu'en ce qui est actuellement la Belgique, l'état civil a commencé lors de l'annexion des Pays-Bas Autrichiens par la France en 1796). On peut cependant remarquer que la famille Vanlichtervelde est plus représentée en France, tandis que les familles de Lichtervelde ou Van Lichtervelde sont plus présents en Belgique.
- Louis de Lichtervelde (- 10 aout 1375). Chevalier, Seigneur de Coolskamp. Conseiller du Comte de Flandre Louis de Maele de l'année 1353 jusqu'à sa mort. Il accompagna ce dernier au cours de son expédition contre le Duc de Brabant en 1356.

Seigneur viager d'Elverdinghe et de Vlamertinghe par don spécial du Comte en 1359.
Envoyé en Ambassade à Calais en juillet 1357 pour y jurer l'Alliance conclue le 26 mai précédent entre le Comte de Flandre et le Roi d'Angleterre.
Sa tombe se trouve dans l'église Saint Martin de Koolskamp, où se trouve également la tombe de Jacques de Lichtervelde. Il y apparait en habit d'armes, un lion aux pieds, aux côtés de son épouse, Béatrice Tolnaers.
- Jacques (Jacob) de Lichtervelde (mort en 1431), souverain-bailli de Flandre, chambellan, conseiller et ambassadeur des comtes de Flandre et ducs de Bourgogne.
- Marie de Nevele de Lichtervelde. Aux environs de 1400, elle épouse Roger Botelinck, Seigneur de Heule. Lichtervelde fut ainsi transféré à la maison Heule, pour n'être récupéré qu'en 1744 (19 trente-sixièmes et non la totalité) par Charles Francois (Karel Francis) de Lichtervelde.
- Ferdinand de Lichtervelde, écuyer, seigneur de Vellenaere et Berewart, reçoit le 1er février 1626 des lettres de chevalerie données à Gand. Son père a été souverain bailli de Flandre sous Philippe II[2].
- Gilles François de Lichtervelde (1669 - 14 janvier 1749). Premier comte de Lichtervelde (22 mai 1745), Seigneur de Vrylande, Laethem, Gheluwe, premier député aux États de Flandre.
- Charles Joseph de Lichtervelde (Gand, 1713 - Gand, 12 avril 1783). Seigneur de Laethem, premier échevin des Parchons de Gand, autorisé, par lettres patentes de l'impératrice Marie-Thérèse, en date du 20 octobre 1751, a timbrer l'écu de ses armes d'une couronne de marquis.
- Charles François Joseph, 2e Comte de Lichtervelde. (Gand, 4 avril 1712 - Gand, 13 février 1767). Baron de Lichtervelde (1744 en partie) et d'Herzelles (1752), Seigneur d'Eecke sur Escaut, Chambellan de leurs Majestés Impériales, les Habsbourg d'Autriche.
- Albert Louis de Lichtervelde. Évêque de Namur du 13 juin 1780 au 18 octobre 1796.
- Joseph Francois de Lichtervelde (1772-1840). Adjoint-maire de Gand, agronome réputé, auteur des Mémoires sur les fonds ruraux du département de l'Escaut. (1815)[4],[5], de La bêche ou la mine d'or de la Flandre Orientale (1826)[6] et de Dissertation sur le systême financier du royaume des Pays-Bas[7],[8].
- Victorine de Lichtervelde (1825-1871) épouse Victor Marie Augustin Philippe van den Steen de Jehay (Liège, 25 mars 1822 - Gand, 16 février 1912), bourgmestre d'Uytberghen.
- Gontran de Lichtervelde. Ambassadeur de Belgique aux États-Unis d'Amérique de 1896 à 1901.
- Louis de Lichtervelde (1889-1959). Fils de Gontran. Historien et auteur de plusieurs livres et articles mémorables. Chef de Cabinet du premier ministre Charles de Broqueville.
- John, Gaston et Georges de Lichtervelde. Résistants. Deportés et fusillés au camp de concentration de Sachsenhausen.

## Lieux liés à la famille
(février 2020).
Si vous disposez d'ouvrages ou d'articles de référence ou si vous connaissez des sites web de qualité traitant du thème abordé ici, merci de compléter l'article en donnant les références utiles à sa vérifiabilité et en les liant à la section « Notes et références ».
- Lichtervelde
- Koolskamp
- Gisants de l'Église Saint-Michel de Roulers
- Gisants de l'Église de Koolscamp[9]
- Hôtel de Lichtervelde à Gand[10].
- Chateau de Baudries
- Château d'Écaussines la Follie
- Château de Gages
- Château de Baudemont
- Château de Berlare, province de Flandre orientale.